# Flagge Kameruns
Die Flagge Kameruns wurde am 20. Mai 1975 offiziell eingeführt.

## Beschreibung und Bedeutung
Vorbild für die senkrecht geteilte Nationalflagge ist die französische Trikolore. Verwendet werden die Panafrikanischen Farben: Grün steht für die Hoffnung und symbolisiert die reiche Vegetation des Landes, welche vor allem im Süden zu finden ist. Gelb repräsentiert die Sonne und den Savannenboden des Nordens. Rot steht für das vergossene Blut im Kampf für die Unabhängigkeit („décolonisation“, „guerre du maquis“) und gilt in einer weiteren Auslegung als „Wahrzeichen der Souveränität“. Der goldene Stern stellt die Vereinigung zu einem einzigartigen und unteilbaren Staat dar.

## Geschichte

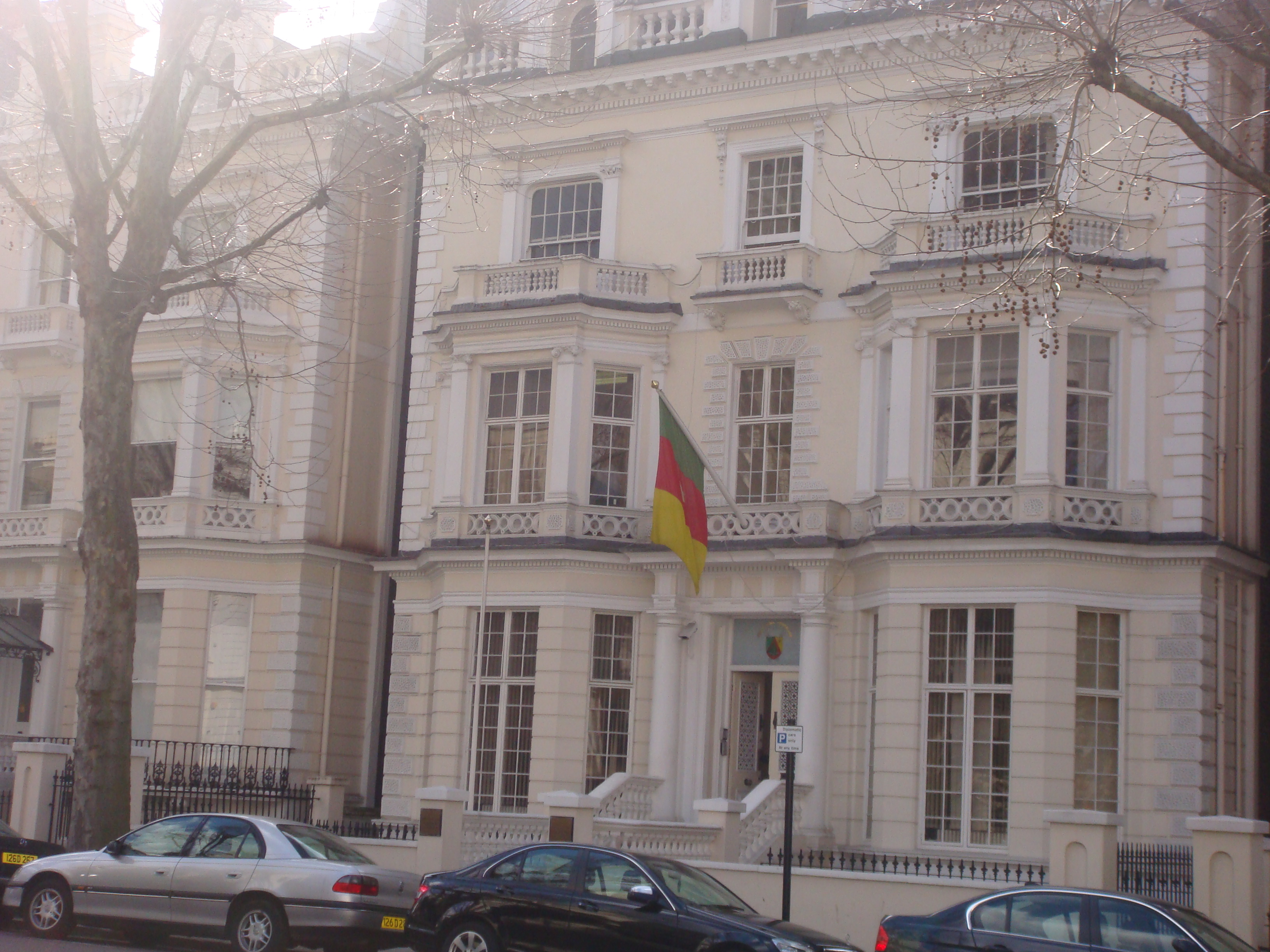
Nationalflagge an der Botschaft Kameruns in London

In der deutschen Kolonie Kamerun (1884 bis 1919) wurde in der Regel die kaiserliche Reichskriegsflagge gesetzt. Erst in den Endjahren der deutschen Herrschaft gab es Pläne für eine eigene Flagge der Kolonie, die aber nicht mehr umgesetzt wurden.
Nach dem Ersten Weltkrieg wurde die Kolonie als Mandatsgebiet zwischen Frankreich und Großbritannien aufgeteilt. Im französischen Teil wurde fortan die französische Trikolore verwendet. Es ist möglich, dass im britischen Teil eine Blue Ensign nach Vorbild der britischen Kolonialflaggen geführt wurde. Einen gesicherten Beleg für die Verwendung gibt es aber nicht.
Am 22. Mai 1955 nahm in Yaoundé die Union des Populations du Cameroun als ihre offizielle Flagge eine schwarze Krabbe auf rotem Grund an. Hier wird auf die Herkunft des Landesnamens verwiesen, wobei man allerdings Krabben und Garnelen verwechselte. Die portugiesischen Seefahrer nannten das Land Camarões, nach den dort zu findenden Garnelen. Die Flagge war als Nationalflagge für das zukünftig unabhängige Land im Gespräch, doch ließ man die Idee wieder fallen, als westliche Berater befürchteten, das Land würde sich mit diesem Symbol lächerlich machen.
Am 29. Oktober 1957 nahm der damals französische Teil Kameruns mit Gesetz 46 eine Trikolore nach französischem Vorbild in den Panafrikanischen Farben an, die die Grundlage für die heutige Flagge bildet. In der Verfassung des unabhängigen Kameruns vom 21. Februar 1960 wurde die Flagge bestätigt.
Im Jahre 1961 beschloss das britische Gebiet Südkameruns per Volksabstimmung die Vereinigung mit dem französisch geprägten Kamerun. Dies war der Anlass am 1. Oktober zwei gelbe Sterne im grünen Streifen aufzunehmen. Sie standen für die in dem Land vereinigte französische und britische Kulturen. Nach der Schaffung des Einheitsstaates 1972 wurde drei Jahre später aus den beiden Sternen einer, der sich nun im Mittelstreifen befindet.

Entwurf für die deutsche Kolonie Kamerun 1914
Flagge Britisch-Kameruns, 1922 bis 1961 (nicht gesichert)
Flagge von (Französisch-)kamerun, 1957 bis 1961
Flagge des vereinigten Kamerun, 1961 bis 1975

## Weitere Flaggen Kameruns
Die Separatisten, die eine Unabhängigkeit Südkameruns anstreben, führen eine blau-weiß gestreifte Flagge mit einer Friedenstaube und 12 goldenen Sternen in einem Kreis in der Gösch.
Die Bamileke leben an der Grenze zu Nigeria am östlichen Teil des Deltas des Sananga Rivers, sowohl im ehemals britischen als auch im ehemals französischen Teil Kameruns. Ihre Nationalbewegung führte eine Flagge mit vier horizontalen Streifen in Grün, Gelb, Rot und Schwarz. Sie entstand in den 1950er Jahren während des Bürgerkrieges in Französisch-Kamerun.

Flagge der Separatisten Südkameruns
Bamileke National Movement